# Mydaea impedita
Mydaea impedita este o specie de muște din genul Mydaea, familia Muscidae, descrisă de Stein în anul 1920. Conform Catalogue of Life specia Mydaea impedita nu are subspecii cunoscute.